# Велика Клітна

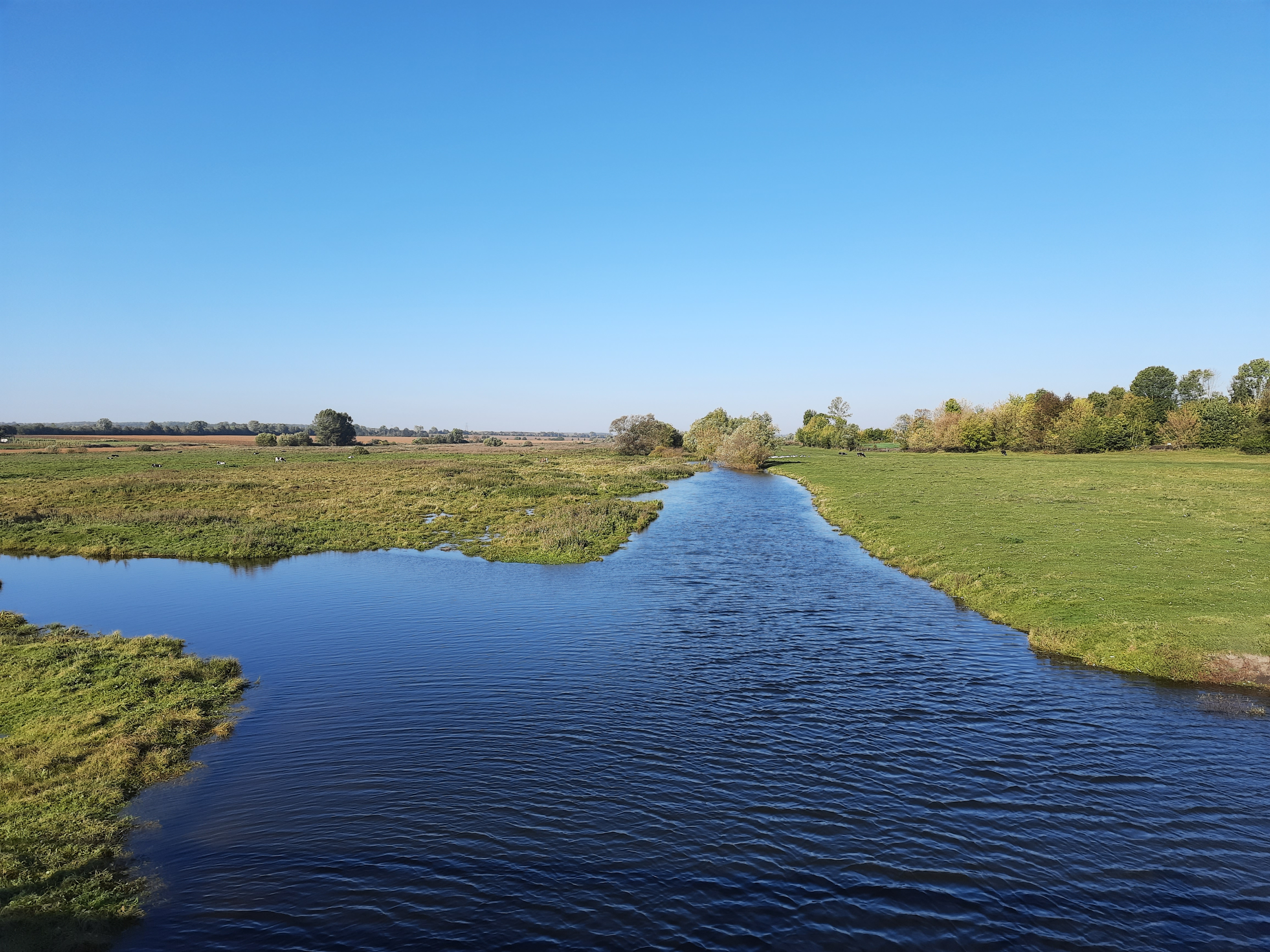
Краєвид біля села

Вели́ка Клітна — село в Україні, у Заслучненській сільській громаді Хмельницького району Хмельницької області. Населення становить 559 осіб.

## Географія
Селом протікає річка Яр під Зайчиком, ліва притока Случі.

## Історія
Станом на 1886 рік у колишньому власницькому селі Терешківської волості Старокостянтинівського повіту Волинської губернії, мешкало 435 осіб, налічувалось 67 дворових господарств, існувала православна церква, школа, постоялий будинок і водяний млин.
За переписом 1897 року кількість мешканців зросла до 1429 осіб (682 чоловічої статі та 747 — жіночої), з яких 1340 — православної віри.

## Відомі люди

### Народилися
- Ротман Микола Якович — український журналіст, публіцист, редактор.
- Ткачук Ніна Степанівна — депутат Верховної Ради УРСР 9-10-го скликань.